# The Game Awards 2019
Les Games Awards 2019 sont l'édition des Game Awards qui se tient le 12 décembre 2019 et qui distingue des jeux vidéo sortis dans l'année 2019. La cérémonie est présentée par Geoff Keighley au Microsoft Theater. L’événement est retransmis en direct sur internet et attire plus de 45 millions de spectateurs.

## Nominations
Le 19 novembre 2019 sont annoncées les nominations. Death Stranding est favoris avec 10 nominations, suivi de Control avec 8 et Sekiro : Shadow Die Twice avec 5 nominations. 

## Présentation de jeux
Cette année, plusieurs jeux et mises à jour ont été annoncées : Gears Tactics, Ori and the Will of the Wisps, Ghost of Tsushima, Humankind, No more heroes III, Control, Warframe, Magic : The gathering arena, Cyberpunk 2077, Apex Legends, Black Desert Online, New World et Beat Saber. Valve avait aussi prévu d'annoncer Half-Life : Alyx mais annulé quelques heures avant la cérémonie sans raison publique. Microsoft proposera aussi le premier trailer de sa nouvelle console, la Xbox Series X.

## Palmarès
Sauf indications contraires, toutes les informations proviennent du site officiel des Game Awards et de Millenium
| Meilleur jeu | Meilleure réalisation |
| --- | --- |
| - Sekiro: Shadows Die Twice - FromSoftware/Activision - Control - Remedy Entertainment/505 Games - Death Stranding - Kojima Productions/Sony Interactive Entertainment - Resident Evil 2 - Capcom - Super Smash Bros. Ultimate - Bandai Namco/Sora Ltd./Nintendo - The Outer Worlds - Obsidian Entertainment/Private Division   | - Death Stranding - Kojima Productions/Sony Interactive Entertainment - Control - Remedy Entertainment/505 Games - Sekiro: Shadows Die Twice - FromSoftware/Activision - Outer Wilds - Mobius Digital/Annapurna Interactive - Resident Evil 2 - Capcom                                                      |
| Meilleur jeu en évolution | Meilleure narration |
| - Fortnite - Epic Games - Apex Legends - Respawn Entertainment/Electronic Arts - Destiny 2 - Bungie - Final Fantasy XIV - Square Enix - Tom Clancy's Rainbow Six Siege - Ubisoft | - Disco Elysium - ZA/UM - Control - Remedy Entertainment/505 Games - Death Stranding - Kojima Productions/Sony Interactive Entertainment - The Outer Worlds - Obsidian Entertainment/Private Division - A Plague Tale : Innocence - Asobo Studio/Focus Home Interactive                                     |
| Meilleure direction artistique | Meilleure musique |
| - Control - Remedy Entertainment/505 Games - Death Stranding - Kojima Productions/Sony Interactive Entertainment - Gris - Nomada Studio/Devolver Digital - Sayonara Wild Hearts - Simogo/Annapurna Interactive - The Legend of Zelda : Link's Awakening - Grezzo/Nintendo - Sekiro: Shadows Die Twice - FromSoftware/Activision | - Death Stranding - Kojima Productions/Sony Interactive Entertainment - Sayonara Wild Hearts - Simogo/Annapurna Interactive - Kingdom Hearts III - Square Enix - Cadence of Hyrule - Brace Yourself Games/Nintendo - Devil May Cry 5 - Capcom                                                               |
| Meilleur design audio | Meilleure performance d'acteur |
| - Call of Duty : Modern Warfare - Infinity Ward/Activision - Control - Remedy Entertainment/505 Games - Death Stranding - Kojima Productions/Sony Interactive Entertainment - Sekiro: Shadows Die Twice - FromSoftware/Activision - Resident Evil 2 - Capcom - Gears 5 - The coalition/Xbox Game Studios                        | - Death Stranding - Mads Mikkelsen pour Cliff - Death Stranding - Norman Reedus pour Sam Porter - The Outer Worlds - Ashly Burch pour Parvati Holcomb - Control - Courtney Hope pour Jesse Faden - Control - Matthew Porretta pour le Dr. Casper Darling - Gears 5 - Laura Bailey pour Kait Diaz            |
| Meilleur jeu à message positif (Games for Impact) | Meilleur jeu indépendant |
| - Gris - Nomada Studio/Devolver Digital - Concrete Genie - Pixelopus/Sony Interactive Entertainment - Kind Words - Popcannibal - Life is Strange 2 - Dontnod Entertainment/Square Enix - Sea of solitude - Jo-Mei Games/Electronic Arts                                                                                         | - Disco Elysium - ZA/UM - Baba is You - Hempuli - Katana Zero - Askiisoft/Devolver Digital - Outer Wilds - Mobius Digital/Annapurna Interactive - Untitled Goose Game - House House |
| Meilleur jeu mobile | Meilleur jeu VR/AR |
| - Call of Duty : Mobile - TiMi Studios/Activision - Grindstone - Capybara Games - Sayonara Wild Hearts - Simogo/Annapurna Interactive - Sky : Children of light - Thatgamecompany - What the Golf - Triband | - Beat Saber - Beat Games - Asgard's Wrath - Sanzaru Games/Oculus Studios - Blood & Truth - SIE London Studios/Sony Interactive Entertainment - No Man's Sky - Hello Games - Trover Saves The Universe - Squanch Games/Gearbox Publishing                                                                   |
| Meilleur jeu d'action | Meilleur jeu d'action/aventure |
| - Devil May Cry 5 - Capcom - Call of Duty : Modern Warfare - Infinity Ward/Activision - Apex Legends - Respawn Entertainment/Electronic Arts - Astral Chain - PlatiniumGames/Nintendo - Metro Exodus - 4A Games/Deep Silver | - Sekiro : Shadow Die Twice - FromSoftware/Activision - Control - Remedy Entertainment/505 Games - Death Stranding - Kojima Productions/Sony Interactive Entertainment - Resident Evil 2 - Capcom - The Legend of Zelda : Link's Awakening - Grezzo/Nintendo - Borderlands 3 - Gearbox Software/2K Games    |
| Meilleur RPG | Meilleur jeu de combat |
| - Disco Elysium - ZA/UM - Final Fantasy XIV - Square Enix - Kingdom Hearts III - Square Enix - The Outer Worlds - Obsidian Entertainment/Private Division - Monster Hunter World : Iceborn - Capcom | - Super Smash Bros Ultimate - Bandai Namco/Sora Ltd./Nintendo - Dead or Alive 6 - Team Ninja/Koei Tecmo - Jump Force - Spike Chunsoft/Bandai Namco - Mortal Kombat 11 - NetherRealm/Warner Bros Interactive Entertainment - Samurai Showdown - SNK Corporation/Athlon Games                                 |
| Meilleur jeu pour la famille | Meilleur jeu de stratégie |
| - Luigi's Mansion 3 - Next Level Games/Nintendo - Ring Fit Adventure - Nintendo - Super Mario Maker 2 - Nintendo - Super Smash Bros Ultimate - Bandai Namco/Sora Ltd./Nintendo - Yoshi's Crafted World - Good Feel/Nintendo | - Fire Emblem : Three Houses - Intelligent Systems/Koei Tecmo/Nintendo - Age of wonders : Planetfall - Triumph Studios/Paradox Interactive - Anno 1800 - Blue Byte/Ubisoft - Total War : Three Kingdoms - Creative Assembly/Sega - Tropico 6 - Limbic Entertainment/Kalypso Media - Wargroove - Chucklefish |
| Meilleur jeu de sport/course | Meilleur jeu multijoueur |
| - Crash Team Racing Nitro-Fueled - Beenox/Activision - Dirt Rally 2.0 - Codemasters - eFootball Pro Evolution Soccer 2020 - PES Productions/Konami - F1 2019 - Codemasters - FIFA 20 - EA Sports | - Apex Legends - Respawn Entertainment/Electronic Arts - Call of Duty : Modern Warfare - Infinity Ward/Activision - Borderlands 3 - Gearbox Software/2K Games - Tetris 99 - Arika/Nintendo - Tom Clancy's The Division 2 - Massive Entertainment/Ubisoft                                                    |
| Meilleur premier jeu indépendant | Meilleur lien avec sa communauté |
| - Disco Elysium - ZA/UM - Outer Wilds - Mobius Digitals/Annapurna Interactive - Untitled Goose Game - House House - Gris - Nomada Studio/Devolver Digital - My Friend Pedro - DeadToast Entertainment - Slay The Spire - MegaCrit                                                                                               | - Destiny 2 - Bungie - Apex Legends - Respawn Entertainment/Electronic Arts - Final Fantasy XIV - Square Enix - Fortnite - Epic Games - Tom Clancy's Rainbow Six Siege - Ubisoft |
| Meilleur jeu E-Sport | Meilleur joueur E-Sport |
| - League of Legend - Riot Games - Counter-Strike : Global Offensive - Valve - Dota 2 - Valve - Fortnite - Epic Games - Overwatch - Blizzard Entertainment | - Kyle « Bugha » Giersdorf - Sentinels - Lee « Faker » Sang-hyeok - SK Telecom T1 - Luka « Perkz » Perkovic - G2 Esports - Oleksandr « s1mple » Kostyliev - Natus Vincere - Jay « Sinatraa » Won - San Francisco Shock                                                                                      |
| Meilleure équipe E-sport | Créateur de contenu de l'année |
| - G2 Esports - Astralis - San Francisco Shock - Team Liquid - OG | - Shroud - Dr. Lupo - Courage - Ewok - Grefg |
| Meilleure coach E-sport | Meilleur événement E-sport |
| - Danny « zonic » Sorensen- Astralis - Eric « adreN » Hoag - Team Liquid - Nu-ri « Cain » Jang - Team Liquid - Fabian « GrabbZ » Lohmann - G2 Esports - Kim « Kkoma » Jeong-gyun - SK Telecom T1 - Titouan « Sockshka » Merloz - OG                                                                                             | - Championnat du monde 2019 de League of Legend - Grande finale de l'Overwatch League 2019 - EVO 2019 - La coupe de monde de Fortnite - The International 2019 |
| Meilleur commentateur E-sportif | Vote du public |
| - Eefje « Sjokz » Depoortere - Alex « Goldenboy » Mendez - Alex « Machine » Richardson - Duan « Candice » Yu-Shuang - Paul « Redeye » Chaloner | - Fire Emblem : Three Houses - Intelligent Systems/Koei Tecmo/Nintendo - Death Stranding - Kojima Productions/Sony Interactive Entertainment - Super Smash Bros Ultimate - Bandai Namco/Sora Ltd./Nintendo - Star Wars Jedi : Fallen Order - Respawn Entertainment/Electronic Art                           |

### Nominations/Prix multiples
| Nombres de nominations | Nombres de prix | Jeux                                   |
| ---------------------- | --------------- | -------------------------------------- |
| 10                     | 3/10            | Death Stranding                        |
| 8                      | 1/8             | Control                                |
| 5                      | 2/5             | Sekiro : Shadow Die Twice              |
| 4                      | 4/4             | Disco Elysium                          |
| 4                      | 1/4             | Apex Legends                           |
| 4                      | 1/4             | Super Smash Bros Ultimate              |
| 4                      | 0/4             | Resident Evil 2                        |
| 4                      | 0/4             | The Outer Worlds                       |
| 3                      | 1/3             | Call of Duty : Modern Warfare          |
| 3                      | 1/3             | Fortnite                               |
| 3                      | 1/3             | Gris                                   |
| 3                      | 0/3             | Final Fantasy XIV                      |
| 3                      | 0/3             | Outer Wilds                            |
| 3                      | 0/3             | Sayonara Wild Hearts                   |
| 2                      | 2/2             | Fire Emblem : Three Houses             |
| 2                      | 1/2             | Destiny 2                              |
| 2                      | 1/2             | Devil May Cry 5                        |
| 2                      | 0/2             | Borderlands 3                          |
| 2                      | 0/2             | Gears 5                                |
| 2                      | 0/2             | Kingdom Hearts III                     |
| 2                      | 0/2             | The Legend of Zelda : Link's Awakening |
| 2                      | 0/2             | Tom Clancy's Rainbow Six Siege         |
| 2                      | 0/2             | Untitled Goose Game                    |